# Бурков, Александр Петрович
Александр Петрович Бурков (1885 — 1928) — русский офицер, герой Первой мировой войны, участник Белого движения.

## Биография
Из дворян Оренбургской губернии. Сын капитана.
Окончил 2-й Оренбургский кадетский корпус (1903) и Константиновское артиллерийское училище (1905), откуда выпущен был подпоручиком во 2-ю Туркестанскую артиллерийскую бригаду.
17 августа 1910 года переведен в 4-й Туркестанский стрелковый артиллерийский дивизион. В 1912 году окончил Николаевскую военную академию по 2-му разряду и был откомандирован в свою часть. Произведен в поручики 29 августа 1908 года, в штабс-капитаны — 31 августа 1912 года.
С началом Первой мировой войны был причислен к Генеральному штабу. 12 октября 1915 года произведен в капитаны с переводом в Генеральный штаб и назначением старшим адъютантом штаба 2-го Туркестанского армейского корпуса. Удостоен ордена Св. Георгия 4-й степени
За то, что, состоя в должности начальника штаба 5-й Туркестанской стрелковой дивизии и получив общее указание начальника дивизии генерал-майора Чаплыгина составить план взятия укрепленной Кара-Гюбекской позиции, под действительным ружейным и артиллерийским огнем произвел самую тщательную разведку и на основании добытых данных составил план операции. Затем в боях с 30 января по 1 февраля 1916 года при взятии главных позиций, неоднократно подвергая свою жизнь личной опасности, принимал самое деятельное участие в выполнении этого плана, результатом чего было полное поражение турок, взятие фортов Кара-Гюбек, Тафта и выход дивизии в тыл Деве-Боинской позиции.
17 мая 1917 года назначен исправляющим должность штаб-офицера для поручений по авиации отдела генерал-квартирмейстера штаба Кавказской армии, а 15 августа того же года произведен в подполковники с утверждением в должности.
В Гражданскую войну участвовал в Белом движении на Юге России, в Добровольческой армии — с 13 ноября 1918 года. Во ВСЮР и Русской армии — начальник штаба авиационной группы, полковник. Эвакуировался из Крыма на судне «Сцегед». На 18 декабря 1920 года — во 2-й роте Авиационного батальона Технического полка в Галлиполи.
В эмиграции в Турции. Умер в 1928 году в Константинополе. Похоронен на греческом кладбище Шишли.

## Награды
- Орден Святого Станислава 3-й ст. (ВП 22.10.1906)
- Орден Святой Анны 3-й ст. с мечами и бантом (ВП 22.04.1915)
- Орден Святой Анны 4-й ст. с надписью «за храбрость» (ВП 28.05.1916)
- Орден Святого Станислава 2-й ст. с мечами (ВП 8.12.1916)
- Орден Святого Георгия 4-й ст. (Приказ по Кавказскому фронту от 13.05.1918, № 139)
- старшинство в чине капитана с 9 августа 1913 (ВП 20.12.1916)